# 恋与制作人
《恋与制作人》是苏州叠纸网络科技有限公司开发并自行发行与运营的卡片收集恋爱手机游戏。玩家在游戏中需要收集与男主角们之间的“羁绊”卡片，发展自己的影视公司，以及推进主线剧情，与男主角们展开感情故事。游戏于2017年12月上架App Store一后，最高曾升至iOS免费游戏排行榜第1名，在社群媒体上亦引起广泛讨论。2019年7月8日，MAPPA於Twitter宣布TV動畫化，同日公布動畫PV。於2020年7月15日在WeTV首次上映，並由TOKYO MX等日本電視台放送。

恋与制作人主界面

## 剧情
游戏故事发生在虚构城市「戀語市」（戀語市的原背景為上海），玩家扮演的女主角是一名影视制作人，要经营一家父亲遗留下来的濒临倒闭的影视公司。在此过程中邂逅了四位男主角，拍摄最后一期「发现奇迹」节目时遇到了科學家许墨，在路边差点发生意外被華銳總裁李泽言救下，在超市买薯片遇到了超級巨星周棋洛，調查案件時遇到高中学长白起。在与他们展开感情故事的同时，渐渐解开围绕在自己身边的与名为“EVOL”的超能力有关的谜团与阴谋。
游戏的舞台不再是日常或者校园，玩家将经历时空外的相遇，陷入一场超越现实的爱恋。在每日的司空见惯中，窥见世界另一面的少女，将与背负各自宿命、不期而遇的人们相遇。主角们运用自己的evol去解决一个又一个事件，与特遣署、Black Swan等组织进行对抗。

## 玩法
以现代都市为舞台，融入超现实主义元素，玩家以女主角需要发展自己的影视公司，以及收集并养成与男主角们的“羁绊”卡片，透过提升各项技能与能力来完成游戏关卡中难度，渐渐提升的各种拍摄任务，从而推动主线剧情的发展。与此同时，还有精英关卡、新闻调查、拍摄副本等多种其他玩法，提供了更多的游玩空间，并为玩家攻克主线剧情提供资源。並且有去見他、在你身邊、約會、溫馨小屋等恋爱互动系统等，历经各种离奇事件，邂逅四个不同类型的男主角与他们培养感情。另有特别邂逅角色，与他开启不一样的旅程。

### 任务系统
主线闯关一共有两种难度模式，分别为普通和精英模式。玩家需要消耗体力才能执行任务（剧情关卡不需要）。精英关卡每日有过关次数限制，而普通关卡没有。玩家在主线闯关关卡中需要“制作节目”。制作节目需要两步，一步是特殊事件，选择符合关键词所描述的属性的专家（专家指玩家从“人才市场”中购买的角色，他们拥有相应的属性关键词以适应不同的任务。专家还有等级设定，通过强化专家可以提升能力，完成相应任务。选择符合关键词所描述的属性的专家参与，节目分数会增加，使任务完成，解雇员工和去人才市场招聘可以更新专家。）参与，节目分数会增加；另一步是羁绊召唤，根据实力需求提示的羁绊属性选择合适的卡牌，经过这两步，节目就制作成功了，玩家可以得到相应的奖励，参与的卡牌可以得到经验，同时二星及三星的节目可以扫荡，即重复拍摄。制作节目每一关掉落金币和心愿，同时随机掉落相应的物品，这些物品是卡牌升星和进化必需的，节目得分由公司实力分数、特殊事件反馈分数和羁绊召唤的分数组成，影响最终的结果。

### 羈絆系统
心动羁绊，收藏故事升级回忆，精美人物CG，定格每一次心动，收集升级羁绊，将回忆转化为力量。羈絆等級有R、SR、ER、SSR、UR、SER和SP等級。

### 約會系统
专属时光 甜蜜约会手机互动，还原现实社交，同时搭载簡訊、通话、朋友圈及群組功能，随时随地和他定下一场甜蜜的约会！

### 城市新闻系统
公司经营，打造顶尖影视品牌。无论是险象横生的离奇事件，还是光怪陆离的都市传说，每一次探索都是新鲜感的释放，每一篇报道都是经营者的用心。

### 拍摄副本系统
精彩拍摄，定格镜头下的恋人。制作专属节目，全方位报道属于你的男主角。从工作中的他到生活中的他，在点点滴滴中相遇相知相识。
副本闯关中，玩家可以选择喜欢的拍摄对象，拍摄副本随机掉落拍摄对象的羁绊碎片，是收集羁绊的方式之一。选择拍摄对象之后便会进入副本闯关，副本同样包括剧情关卡和制作节目关卡，每日可以过关3次，二星及以上可以重拍，掉落金币和心願，随机掉落公司的培训课程卡和拍摄对象的羁绊碎片。

### 城市漫步系统
该系统分为四条路线，四位男主角分别一条，在漫步过程中会邂逅对应的男主角，一起经历各种日常事件。事件解决后会掉落各种奖励和道具，以及对应男主角的好感度。每50步算一圈，可消耗金幣重制2次共計150圈。每跑滿50圈可增加對應男主好感度100點，跑滿150圈獎勵鑽石100。有特殊活动时，会掉落特殊道具及特殊活動劇情。

### 票房系统
票房赛是玩家之间相互PK的地方，类似于竞技场设定，不同主题有自己的权重，更有每日嘉宾，在当天选择某位男主角的羁绊会格外获得有部分加成，玩家可以自主选择对手PK，不同的是单次胜利并没有奖励，只能获得名次提升，每日根据名次结算奖励。如果没有突然抽到高稀有度卡牌，基本几轮后就会达到一个自己的极限值，完全靠大家的羁绊了，高分榜随时可以查看。不过玩家也不必太过于看中排名，在票房赛中获取的勋章能够兑换的羁绊非常有限，不仅随机出现，需要时间和运气，也不是特别必须，并不会造成特别大的优势。

### 24小时挑战系统
该系统由24个关卡组成，每一关的对手会根据玩家的羁绊卡片综合实力由系统自动匹配，可以上阵指定的守护羁绊带来实力加成。在对战中上阵的羁绊卡片会受到磨损，当羁绊的四维实力均为0时不可再上阵。每过一关都会随机获得相应的道具奖励，在通过第6关、第12关、第18关、第24关时，可额外解锁相对应的4个拍摄挑战。設置快速通關，可快速通關的關卡數隨歷史通關最高紀錄而增加，特權卡用戶額外增加 (使用快速通關可以不減損羈絆數值)。

### 成就系统
游戏中有“成就图鉴”的设定。成就图鉴分为两个部分，一部分是图鉴，可以查看目前已经拥有的羁绊，和尚未获取的羁绊的获得关卡。另一部分是成就，游戏中一共四个成就系统 (成長之歌、浪漫之章、發現之旅、羈絆之詩)，达成一定的成就即可获得奖励。

### 在你身边系统
戴上耳机，闭上眼睛，安心把自己交给他吧，他会一直在你身边。
该系统为ASMR语音系统，可选择心仪的男主角进入他的专区，用专属道具解锁下载对应的语音，体验“他”在你耳畔柔声轻语。所有专属道具都需要付費获得。

### 去見他系統
在每一个想要见他的日子裡，听从心底最渴望的声音，去见他。
可以任意选择心仪的男主角见面，在不同的时间登錄游戏进入该系统，会收到他对你不同的问候，并获得好感度。触摸他身体的不同部位，他也会有不同的反应，有时候会遇到他正在忙碌或者不在家的情况，可以立刻去见他或者耐心等他忙完，不同的选择会触发不同结局和台词，等他回来的时候还可能会带小礼物给你。该系统里还可以给他换装以及更换背景，不同的服装和场景所触发的互动内容也会发生变化。

### 温馨小屋系统
阳光散落的屋檐下，和他朝夕相伴；温馨甜蜜的小屋里，和他叙写回忆。也许只是一间平常的小屋，却有你最想见到的他。
室内场景建造养成系统。每位男主角都有一座风格不同的小屋，有如在家的感覺，在小屋中有每日任务，参与小屋记事完成任务可以赚取银币解锁家具，获得温馨值。可以给心仪的男主角送礼物增加亲密度，解锁专属剧情。每位男主角的家中都有一种神奇的植物，每隔一段事件都会结出银币，亲密度越高，产出的速度越快。已解锁的家具中有些会藏有银币，有些会触发单人或双人互动，部分互动需要满足特定条件才可触发。

## 主要角色

### 女主角
女主角是玩家在游戏中操作的角色，女主角只有台词無配音，由玩家扮演。女主角没有官方的姓名设定，在游戏中玩家可以自訂女主角的姓名并在游戏中显示。玩家拥有体力设定，透过消耗体力观看剧情。

### 五位男主角
男主角是女主角进行交往的角色，会在不同的主线任务和副本支线中出现。男主角拥有与自己相关的卡牌，称为“羁绊”，同时男主角拥有好感度设定。“羁绊”和好感度达到一定要求以后可以进行“约会”，并解锁相应剧情。
| 姓名                             | 職業、身份                                                                    | EVOL                 | 配音     | 配音   | 配音   | 配音     | 配音          | 生日  | 年齡                | 身高  |
| 姓名                             | 職業、身份                                                                    | EVOL                 | 中国大陆 | 臺灣   |        | 日本     | 歐美          | 生日  | 年齡                | 身高  |
| -------------------------------- | ----------------------------------------------------------------------------- | -------------------- | -------- | ------ | ------ | -------- | ------------- | ----- | ------------------- | ----- |
| 李澤言 이택언 ゼン（ZEN） Victor | 華銳集團總裁 Souvenir店長兼主廚 無名島BOSS 魔王（西月國）                     | 時間操控             | 吴磊     | 葉文豪 | 李东勋 | 杉田智和 | Ben Diskin    | 01/13 | 28歲 24歲（西月國） | 183cm |
| 許墨 허묵 シモン（SIMON） Lucien | 戀與大學客座教授 天才科學家 《發現奇迹》節目顧問 Black Swan Ares 妖（西月國） | 複製                 | 夏磊     | 萧定睿 | 李浩山 | 平川大輔 | Bill Rogers   | 11/15 | 26歲 22歲（西月國） | 180cm |
| 周棋洛 주기락 キラ（KIRA） Kiro  | 超級巨星 駭客Key Black Swan Helios 掠影者（西月國）                           | 絕對吸引力、絕對控制 | 边江     | 宋昱璁 | 金明俊 | 柿原彻也 | Sean Chiplock | 04/09 | 22歲 18歲（西月國） | 176cm |
| 白起 백기 ハク（HAKU） Gavin     | 特遣B-7 NW717 新特遣署指揮官 大御隱師（西月國）                               | 風場控制             | 張杰     | 賈文安 | 严祥铉 | 小野友樹 | Joe Zieja     | 07/29 | 24歲 20歲（西月國） | 181cm |
| 凌肖 연시호 ショウ Shaw          | 考古系研究生 特遣屬通緝犯 Black Swan通緝犯                                    | 雷電控制             | 赵路     | 林逸麒 | 崔胜勋 | 古川慎   | Aleks le      | 06/21 | 20歲 16歲（西月國） | 182cm |

## 電視動畫
2019年7月8日，宣布電視動畫化，同日公布動畫PV，由日本公司MAPPA負責製作，動畫同時提供日語及中文配音版本。動畫於2020年7月15日播出。

### 動畫製作
| 中文名   | 戀與製作人                                |
| 日文名   | 恋とプロデューサー～EVOL×LOVE～           |
| 導演     | 境宗久                                    |
| 角色設計 | 山口仁七、村松尚雄                        |
| 總編劇   | 吉村清子                                  |
| 動畫製作 | MAPPA                                     |
| 製片     | 崴智娱乐 Emoto Entertainment/CA Animation |
| 美術设定 | 田村せいき                                |
| 美术监督 | 森川裕史                                  |
| 色彩设计 | 田边香奈                                  |
| 摄影监督 | 三舟桃子                                  |
| 剪辑     | 后藤正浩（リアル・ティ）                  |
| 音乐     | 加藤裕介                                  |
| 音乐製作 | Digital Double                            |

### 角色配音
- 我：張琦（中）、金元壽子（日）
- 周棋洛：边江（中）、柿原彻也（日）
- 李泽言：吴磊（中）、杉田智和（日）
- 许墨：夏磊（中）、平川大辅（日）
- 白起：張杰（中）、小野友树（日）
- 凌肖：趙路（中）、古川慎（日）

### 主題曲
片頭曲
日文版：「鈍色の夜明け」
作曲：佐佐倉有吾，編曲：Carlos K.，作詞、主唱：三浦祐太朗
中文版：「晨昏」
作詞：林喬，作曲：佐佐倉有吾，編曲：Carlos K.、金虎三Husan，主唱：胡夏
片尾曲
日文版：「舞い降りてきた雪」
作詞、作曲：中島卓偉，編曲：荒幡亮平，主唱：鈴木木乃美
中文版：「夢的旅航」
作詞：恨醉、作曲：中島卓偉，編曲：荒幡亮平、金虎三Husan，主唱：鞠婧禕
插曲
日文版：「恋心シークレット」
作詞：TATSUNE，作曲：原一博，主唱：キラ（CV：柿原徹也）
中文版：「Gravity」
作詞：李長庚，作曲：原一博，編曲：金虎三Husan，主唱：周棋洛（CV：邊江）

### 各話列表
| 話數 | 日文標題 | 中文標題       | 劇本     | 分鏡       | 演出       | 作畫監督                                                     | 總作畫監督                 |
| ---- | -------- | -------------- | -------- | ---------- | ---------- | ------------------------------------------------------------ | -------------------------- |
| 01   |          | 最初的羈絆     | 吉村清子 | 境宗久     | 境宗久     | 本田敬一、桑原剛、杉野信子、丸山翔子、岡崎洋美               | 山口仁七                   |
| 02   |          | 風起之時       | 吉村清子 | 宇田鋼之介 | 宇田鋼之介 | 門智昭、袴田祐二、柳瀨讓二、戶澤東                           | 桑原剛                     |
| 03   |          | 记忆裡的味道   | 村越繁   | 二瓶勇一   | 冈本泰知   | 佐藤绫花、丸山翔子、冈田豐广、冈崎洋美、袴田裕二、齐田惠瑠   | 山口仁七、高原修司         |
| 04   |          | 黑暗中的鑰匙   | 金田一明 | 篠原俊哉   | 後藤康德   | 柳瀨讓二、袴田裕二、杉野信子、鈴木理沙                       | 桑原剛                     |
| 05   |          | 琥珀色的風     | 吉村清子 | 石田貴史   | 石田貴史   | 佐藤綾花、岡田豐廣、富吉幸希、野崎真一、戶澤東、かどともあき | 山口仁七、高原修司         |
| 06   |          | 夢的彼岸       | 久尾步   | 澤井幸次   | 大槻一恵   | 仲田美步、柳瀨讓二、市川敬三、岡崎洋美                       | 桑原剛                     |
| 07   |          | 相連的記憶     | 村越繁   | 古川順康   | 宇田鋼之介 | 中村深雪、鈴木理沙、袴田裕二、丸山翔子                       | 山口仁七、高原修司         |
| 08   |          | 404號房間      | 吉村清子 | 川畑喬     | 青島昂希   | 杉野信子、西田美弥子、戶澤東、仲田美步                       | 桑原剛                     |
| 09   |          | 黑白           | 久尾步   | 岡本泰知   | 岡本泰知   | 富吉幸希、岡崎洋美、柳瀨讓二、市川敬三                       | 山口仁七、高原修司         |
| 10   |          | 別離的黎明     | 金田一明 | 竹之内和久 | 石田貴史   | 早川加寿子、袴田裕二、鈴木理沙、丸山翔子、小原優佳、立野杏奈 | 桑原剛                     |
| 11   |          | 循環往復的盡頭 | 吉村清子 | 北川智哉   | 大槻一恵   | 和田伸一、西田美弥子、野崎真一、仲田美步                     | 山口仁七、高原修司         |
| 12   |          | 我們的羈絆     | 吉村清子 | 宇田鋼之介 | 金子貴弘   | 中村深雪、森藤希子、柳瀨讓二、YUMMI、吉川真一、富吉幸希      | 桑原剛、山口仁七、高原修司 |

### 播出電視台

#### 日本
| 播出日期                | 播出時間                         | 電視台    | 播出地區 | 備註                              |
| ----------------------- | -------------------------------- | --------- | -------- | --------------------------------- |
| 2020年7月16日 - 10月1日 | 星期四 0:00 - 0:30（星期三深夜） | TOKYO MX  | 東京都   |                                   |
|                         |                                  | SUN電視台 | 兵庫縣   |                                   |
|                         |                                  | BS日本    | 日本全國 | BS放送 / 『アニメにむちゅ〜』檔期 |
|                         | 星期四 21:00 - 21:30             | AT-X      | 日本全國 | CS放送 / 有重覆放送               |

#### 中國
| 播出日期                | 播出時間（北京時間） | 播出平台 |
| ----------------------- | -------------------- | -------- |
| 2020年7月15日 - 9月30日 | 星期三 23:00 - 23:30 | 騰訊視頻 |

## 争议
《恋与制作人》氪金模式及运营能力。
《恋与制作人》2018年春节陪伴主题广告。
配音員言論爭議
2021年6月，主角之一「李澤言」的配音員喬那史考特（Jonah Scott）在推特po文表示「早安！台灣是一個國家！(Good Morning! Taiwan is a country!)」，被遊戲公司以「在網路上做出不正確的言論」為由與其中止合約關係，並將立刻尋找新的聲優重新幫李澤言配音。此一聲明引發大批玩家的反彈，紛紛到臉書粉絲專頁灌留言砲轟，雖然有人支持遊戲公司的決定，但更多玩家認為遊戲公司對聲優進行言論審查，處置令人相當失望，直呼要刪遊戲退坑。其他聲優也站出來表示，願意與史考特同進退。「周棋洛」和「白起」的配音員稱將拒絕再繼續為此遊戲配音，除非史考特可以再度飾演李澤言。他本人則表示向那些因為自己的發言而被影響的同事道歉。

## 评价
新京报的文章评价其为第一个爆红的国产“乙女向”手机游戏，并表示游戏爆红的原因是中国的“玛丽苏”文化。
澎湃新闻的评论称《恋与制作人》成功地让“佛系青年”“重返红尘”，让多数对现实中的异性提不起兴趣的女性玩家找到了提供精神慰藉的平台。
但其實，戀與製作人不完全是瑪麗蘇，它的劇情其實很懸疑，一開始似乎只是個普通的戀愛遊戲，但隨著章節的推移，故事開始撲朔迷離了起來，從原本的拯救公司，變成拯救世界，也知道了世界上有另一個自己（Black Queen），故事圍繞在一堆謎團中，戀與的客服也曾說過，這其實是劇情遊戲。
央广网的评论称《恋与制作人》的推出令大家眼前一亮，充分证明了女性经济崛起的势不可挡，背后也意味着女性社会话语权的不断提升。

## 外部連結
- 官方网站：中國大陸、台灣
- 《恋与制作人》在視覺小說數據庫的頁面 （英文）
- 恋与制作人（動畫）在動畫新聞網百科全書中的資料（英文）